# Sept de cœur
Le sept de cœur (7♥) est une carte à jouer.

## Caractéristiques

### Généralités
Le sept de cœur fait partie des jeux de cartes utilisant les enseignes françaises et allemandes. En France, on le retrouve dans les jeux de 32 cartes et de 52 cartes et dans certains jeux de tarot. Un sept et un cœur, il s'agit d'une valeur et d'une carte de couleur rouge.
De façon générale, le sept de cœur suit le six de cœur et précède le huit de cœur. Dans les jeux de 32 cartes, il n'existe pas de valeurs en dessous du sept (à part les as dans certains règles) et le sept de cœur est alors la plus petite carte des cœurs. N'étant pas une figure, il a généralement une valeur nulle lors du décompte des points.

### Représentations
Comme les autres valeurs, la valeur du sept de cœur est représentée par des répétitions de son enseigne. Pour les enseignes françaises, il s'agit d'un cœur stylisé rouge. Les enseignes allemandes utilisent ce même symbole, mais la moitié droite (plus rarement la moitié gauche) est hachurée de noir afin de donner une impression de relief. Si le paquet indique la valeur des cartes dans les coins, celle du sept de cœur est reprise en mentionnée en chiffre (« 7 ») ; la couleur du texte (rouge ou noir) varie.
Dans les jeux de type français, les sept cœurs sont disposés symétriquement par rapport à la verticale : sur les côtés, deux colonnes de trois cœurs chacune. Au centre, à peu près aux deux-tiers de la carte, le dernier cœur. En règle générale, les cinq cœurs du haut pointent vers le bas de la carte, les deux cœurs du bas pointent vers le haut.
Dans les jeux au portrait de Bavière, qui utilisent les enseignes allemandes, les cœurs ne suivent pas la même organisation : chaque moitié de carte en contient sept, groupés en deux colonnes de trois cœurs sur les côtés, le dernier cœur étant placé au milieu de la carte, près de son bord. Les cœurs de la partie supérieure pointent vers le bas, ceux de la partie inférieure vers le haut. Certains jeux de cartes ne sont toutefois pas symétriques, les cartes étant destinées à être lues dans un seul sens : les sept cœurs occupent alors la majeure partie de la carte ; le bas en est occupé par le dessin d'un édifice.
En Hongrie, les jeux de cartes suivent les enseignes allemandes.  Le centre est occupé par le dessin d'un cavalier.

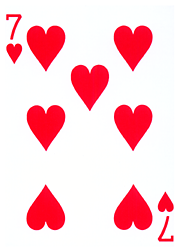
Sept de cœur d'un jeu de poker.
Organisation différente des cœurs sur la carte.
Sept de cœur, jeu hongrois. La valeur de la carte n'est pas indiquée en chiffre dans les coins. La carte n'est pas réversible : tous les cœurs pointent dans la même direction.
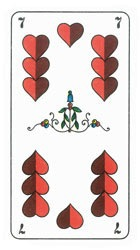
Sept de cœur, enseignes allemandes, portrait de Saxe.

### Équivalents
Dans les jeux utilisant les enseignes latines (Espagne, Italie, etc.), l'équivalent du sept de cœur est le sept de denier.
En Suisse, l'équivalent du sept de cœur est le sept de rose,,.

## Historique
Les premières cartes à jouer éditées en Europe ne comportent aucune des enseignes rencontrées dans les jeux français contemporains. Les enseignes latines (bâtons, deniers, épées et coupes) sont probablement adaptées des jeux de cartes provenant du monde musulman,. Les enseignes françaises sont introduites par les cartiers français à la fin du XVe siècle, probablement par adaptation des enseignes germaniques (glands, grelots, feuilles et cœurs). Les enseignes françaises procèdent d'une simplification des enseignes précédentes, permettant une reproduction plus aisée (et donc un moindre coût de fabrication). L'enseigne de cœur est reprise des enseignes germaniques, mais fortement simplifiée. Les cœurs français dériveraient ainsi des coupes latines.

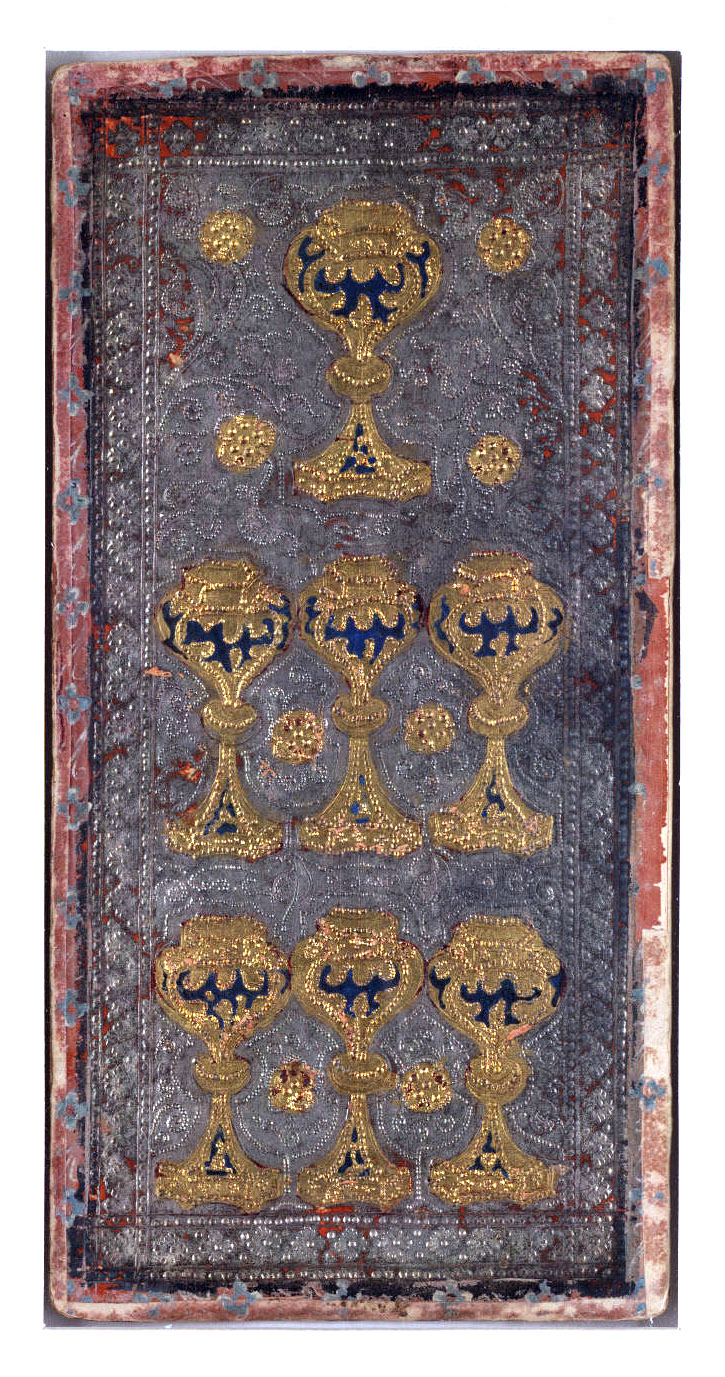
Le sept de coupe d'un tarot Visconti-Sforza ; le sept de cœur dériverait de ce type de carte.
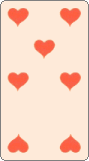
Sept de cœur d'un jeu de tarot du XIXe siècle
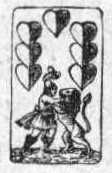
Sept de cœur, enseignes allemandes, jeu Die Gartenlaube (1777).

## Informatique
Le sept de cœur fait l'objet d'un codage dédiée dans le standard Unicode : U+1F0B7, « 🂷 » (cartes à jouer) ; ce caractère sert également pour le sept de coupe.